# 독일계 캐나다인
독일계 캐나다인(영어: German Canadians, 독일어: Deutsch-Kanadier)은 전부적 혹은 일부적으로 독일에서 온거나 독일인 혈통을 가진 캐나다의 민족으로 유럽 계통의 캐나다의 가장 큰 민족 분류들 중의 하나이다.  영국의 뉴프랑스 점령 당시 세인트로렌스강 유역에 살고 있던 200에 가까운 가족들이 독일계였다.  영국령 북아메리카, 그리고나서 캐나다는 자신들의 역사를 통하여 제2차 세계 대전의 말기에 강제 퇴거된 사람들로 이루어진 자들의 대부분을 포함하는 이민의 6개의 경향들을 받았다.
2011년 기준으로 3,203,330명의 캐나다인들이 독일계(인구의 10 퍼센트 가까이)로 보도되었으며, 430,000명의 국민들이 그들의 모국어가 독일어라고 보고되었다.  독일계의 대다수는 온타리오주와 중앙 캐나다에 살았다고 한다.
독일계 캐나다인과 그들의 후손들은 이 나라의 장소 이름들, 경제, 정치와 문화에 의미있는 표적을 남겼다.  그들은 다양한 분야들에서 캐나다의 발전에 공헌하였다.  두드러진 독일계 캐나다인들은 총리 존 디펜베이커, 캘거리의 시장이자 앨버타주의 지사 랠프 클라인, 배우이자 감독 폴 그로스와 전자 음악 제작자 조엘 토머스 짐머만을 포함한다.

## 이민의 기원
캐나다의 독일인들은 사실상 모든 동유럽의 국가, 아시아쪽의 러시아, 미국과 라틴 아메리카에서 왔다.  (독일의 식민주의자들은 중세 이래 동유럽으로 이주해 왔고, 1683년 이래 아메리카 식민지로 왔다.)  캐나다의 독일인들의 주요 근원은 러시아였으며, 특히 볼가강, 흑해 연안과 볼히니아에서 왔다.  다음의 가장 큰 수는 오스트리아-헝가리 제국, 특히 갈리시아와 오스트리아와 루마니아 사이에 도나우강을 따라 이른바 도나우강의 슈바벤인들의 식민지들에서 왔다.  트란실바니아 작센인들이 1920년대에 노동 이민자들로서, 그리고 난민들이 1950년대에 도착하였다.  나머지의 동유럽 계통들은 루마니아, 체코슬로바키아, 폴란드와 발트해 계통이다.
독일인들은 오스트리아인, 스위스인, 룩셈부르크인, 헝가리인, 러시아인, 프랑스인과 미국인 같은 다른 종류의 시민권, 팔츠인, 바이에른인, 작센인, 수데텐인, 도나우강의 슈바벤인, 발트인, 알자스인과 펜실베이니아 더치 같은 다양한 지방적 신분들, 그리고 메노나이트, 후터파, 루터교, 로마 가톨릭, 침례교와 유대교 같은 종교적 전렴들과 함께 캐나다에 도착하였다.  그들의 모국어는 고지 독일어, 저지 독일어, 펜실베이니아 독일어와 다수의 지방 방언들을 포함하였다.  자신들의 고향들과 이전의 이주들의 역사로부터 독일어를 쓰는 이민들은 비독일인의 환경들로 무이한 채택들은 물론, 독일에서 끊어진 조상적 특성들을 포함한 독일 문화의 모자이크를 이주시켰다.

## 이민의 역사
캐나다로 독일인의 이민은 6개의 주요 경향들 - 1776년의 첫 정착자들; 1776년부터 1820년까지 미국 독립 전쟁에 의하여 일으켜진 경향; 1830년부터 1880년까지 어퍼 캐나다로 이민; 1874년부터 1914년까지 캐나다 서부로 이민; 세계 대전 사이의 이민과 1945년 이래의 이민들로 나누어졌을 것이다.

### 뉴프랑스와 아카디아로 독일인의 이민

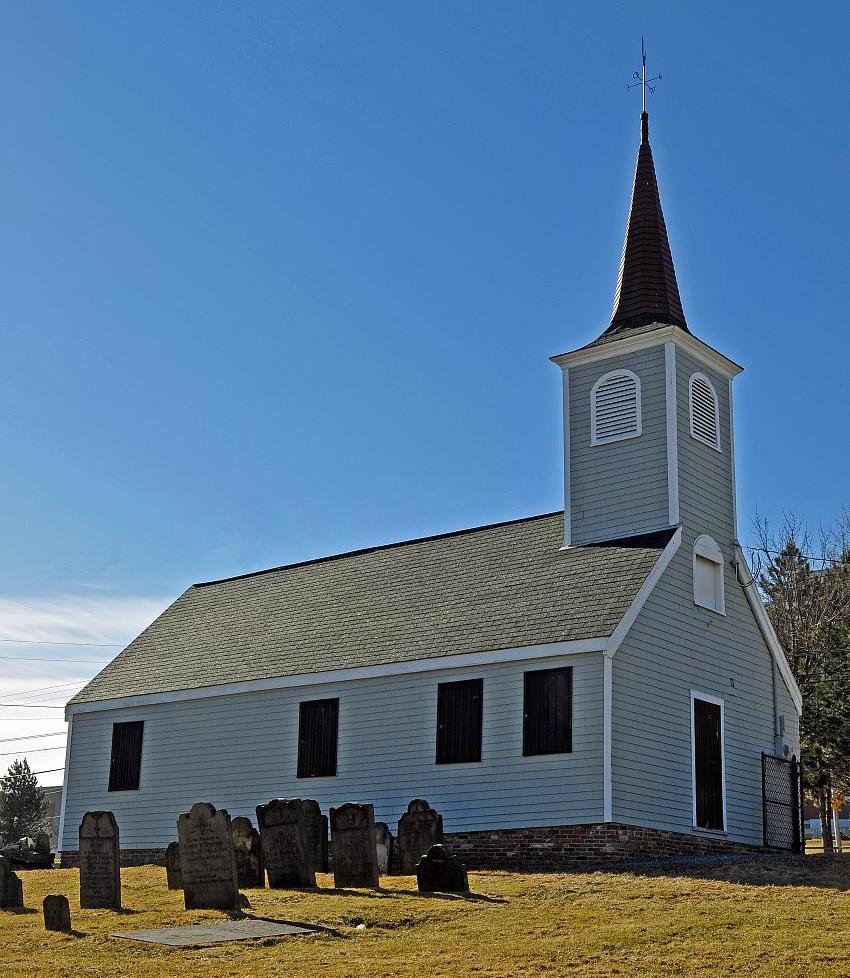
리틀 더치 교회 - 핼리팩스에 있는 가장 오래된 독일인의 교회로 1756년에 설립되었다.

영국의 정복에 앞서 1760년 경 독일인들은 프랑스 군대의 복무에서 처음으로 뉴프랑스에 왔다.  스위스의 호위대들은 아카디아에서 식민지에 발포하는 데 1604년의 첫 프랑스의 원정대의 일원들이었다.  퀘벡의 처음으로 기록된 독일인 정착자는 1664년 일도를레앙에 대지를 산 에르푸르트에서 온 한스 베른하르트이다.  1760년으로 봐서
측량된 독일인의 200 가족들은 세인트로런스강을 따라 신분이 증명될 수 있었고, 주로 군인, 선원, 기계공과 육군의 의사들의 가족들이었다.  비지니스맨, 의사, 감시인, 공학자, 은세공인과 모피상인으로서 1760년과 1783년 사이에 현저하게 자라난 많은 독일인들은 뉴잉글랜드로부터 영국의 시민군들과 왔다.
2400명의 개신교 남서부의 독일인 농부들과 교역인들이 핼리팩스에 자신들의 가족들과 함께 상륙하였을 때 1750년과 1753년 사이에 노바스코샤주에서 캐나다의 가장 오래된 밀착하는 독일인의 정착지가 개발되었다.  그들은 아카디아에서 영국의 직위를 강화시키는 데 영국인 요원들에 의하여 징집되었다.  1753년 이 독일인들의 1400명이 루넨버그의 근처에서 공동체를 시작하였다.  해양 기술들이 없이 도착하였어도 그들은 다음의 세대에 의하여 숙련된 어부, 선원과 보트 건조인이 되었다.  1760년대에 대지 승인들은 노바스코샤의 애나폴리스 유역으로 뉴잉글랜드와 독일에서 온 어떤 추가적 1000명의 독일인들을 끌어들였다.
1752년 이후, 헤른후트의 모라비아 교회는 북부 래브라도에서 이누이트 공동체들로 그 선교를 확장하였다.  8개의 해안 발착지들로부터 독일의 모라비아 교도들은 교육인, 고용인, 교역인, 재판관, 의사, 음악 교사와 사전 편찬자로서 1960년대까지 이누이트를 섬겼다.  쓰여진 이누이트어 알파벳과 사전을 창조하면서 그들은 이누이트의 언어와 문화적 신분을 보호하는 도움을 주었다.

### 독립 전쟁 후에 독일인 왕당파들
미국 독립 전쟁은 왕당파들의 이주를 시작케 하였다.  이들 중에 독일인들은 비영국계의 가장 큰 단체였그며, 1786년으로 봐서 캐나다로 도망친 난민들의 10과 20 퍼센트 사이로 구성되었다.  어퍼 캐나다에서 독일인 왕당파들의 차지는 측량된 40 퍼센트였다.  1776년 만큼 이르게 도착한 이 독일인들의 대부분은 팔츠(바이에른 왕국)와 그들이 자신들의 이웃하는 아일랜드인 왕당파 지주들의 정치에서 분규된 뉴욕에 인접한 지방들을 떠난 이주자들의 자식들이었다.
미국 독립 전쟁을 진압하는 데 영국은 어떤 30,000명의 원군들을 위하여 다양한 독일의 주들에서 계약하였다.  2400명으로 측량된 이 헤센군들은 캐나다의 지위 충돌에 남아있었다.  그들은 1783년 자신들이 캐나다의 전체 남자 인구의 3에서 4 퍼센트를 차지한 단순한 사실에 의하여 캐나다 사회에 의미 있는 문화적과 인구학의 영향력을 가졌다.  헤센군들이 숙박된 로어 캐나다의 타운들에서 그들은 그 지방의 여자들과 결혼하여 큰 가족들을 창시하고 재빠르게 동화되었다.
이 어떤 독일인 왕당파들은 다른 독일인 가족들을 정착시키는 도움을 주었다.  그 중의 하나는 1785년 퀘벡으로 자신의 가족과 이주한 빌슈테트에서 온 뉴욕의 식료품 장수 조지 포저에 예를 들수 있다.  교역에서 자신의 행운을 벌은 후, 그는 3개의 주권들을 매입하였다.  누벨보스에서 도베르가용의 자신의 주권이 자라남을 흥행하는 데 그는 자신의 본고장으로부터 200명 가까운 정착자들을 보충하였다.  생조르주드보스의 타운은 그의 추억에 이름이 지어졌다.
1794년 독일의 대지 투기꾼이자 화가인 윌리엄 몰 버치는 자신이 마크햄타운십에서 거창한 식민지화 투기를 시작할 때 요크(토론토의 선조)의 공동 창립자가 되었다.  독일에서 190명의 이민들이 보충되면서 그는 토론토의 용이 스트리트가 된 아직 손대지 않은 숲들을 통하여 도로를 개척하고, 대지를 제거하고, 밭들을 경작하고, 교회와 학교를 세웠으며, 그리고 "저먼밀스"가 널리 알려지게 된 이들의 모델적 정착지를 지었다.  어퍼 캐나다의 행정 의회가 그것들을 "외국인에 의하여 갑자기 일으켜진 것"으로서 몰 버치의 목적들을 불신임할 때 1803년 기업이 해산되었고, 그의 승인이 무효로 선언되었다.

### 온타리오 주로 메노나이트의 이민

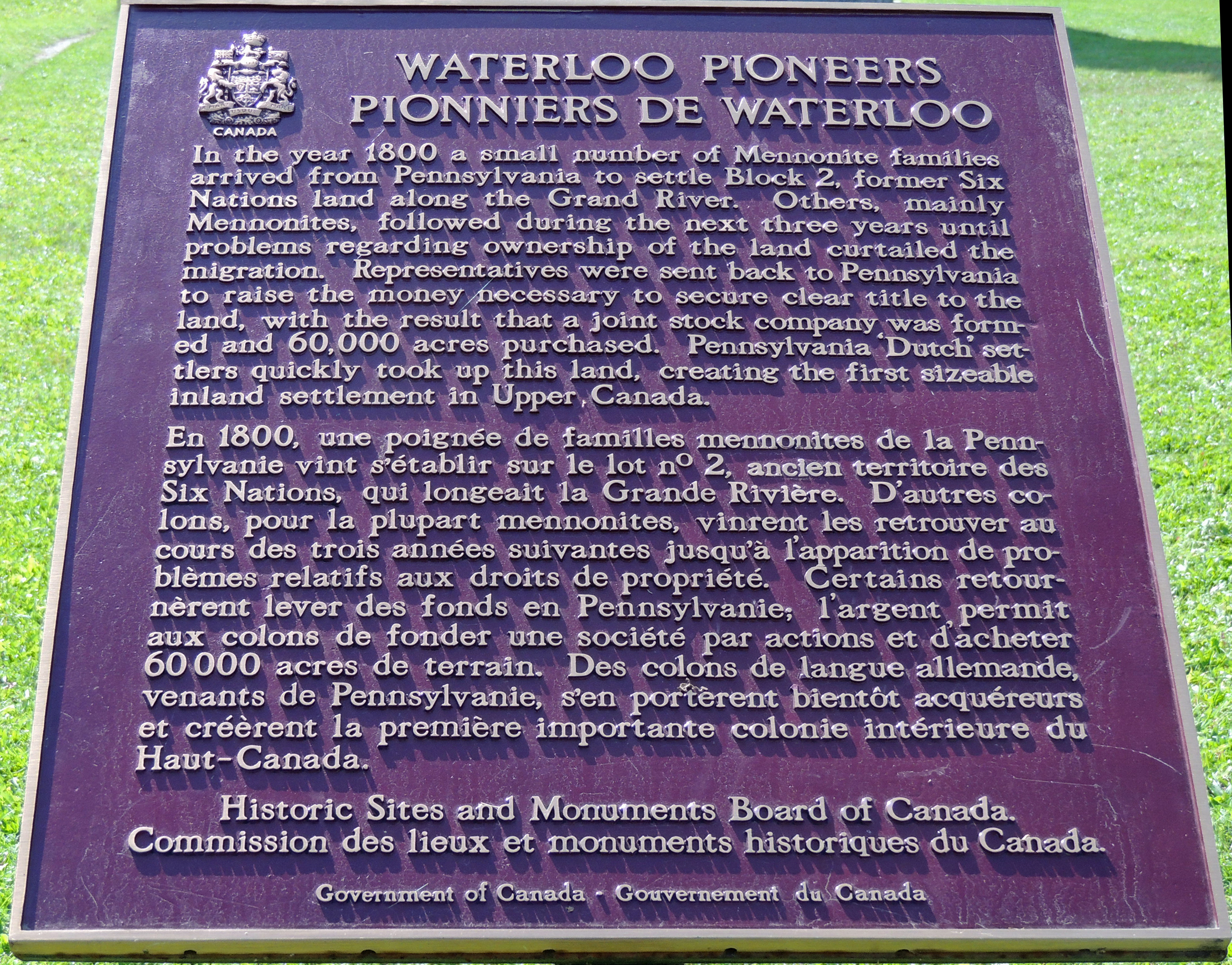
워털루 카운티에 인구가 증가하는 데 도움을 준 메노나이트 독일인들에 명예를 주는 월털루 파이오니어 타워의 각판

메노나이트들은 펜실베이니아주에서 왔다.  이 평화주의자의 재세례파 농부들은 미국인의 국가주의의 열렬을 달아나고 자신들의 자라나는 인구를 위하여 대지를 추구하였다.
결합력있는 정착지를 오히려 좋아한 그들은 워털루 카운티에서 큰 지대를 얻었다.  구금의 이동을 통하여 그들은 자신들의 가족들, 합동 종교인과 펜실베이니아 독일인 문화를 이식하였다.  1830년대와 1850년대 사이에 독일에서 어떤 5000명의 새로 온 사람들을 끌어들이는 동안에 영국인 이민자들로부터 자신들을 고립시킨 그들의 벌린(1916년 키치너로 다시 이름을 지음)으로 이름이 지어진 중심 공동체와 함께 워털루 카운티의 식민지는 집중된 독일인 정착지의 지역들로 개발되었다.  거기서부터 독일인의 정착지는 퍼스, 휴런, 브루스와 그레이 카운티들로 퍼졌다.  1860년대에 미국 남북 전쟁이 미국에 묶인 독일인들을 어퍼 오타와강 유역에 있는 농업의 대지들로 전환하였다.  1891년으로 봐서 강의 양쪽에 살던 12,000명의 프로이센인들이 있었다.

### 서부에서 독일인의 정착
1911년으로 봐서 서부 캐나다의 152,000명의 독일인 개척 정착자들은 절반 이상이 동유럽에서 건너왔다.  자신들의 군사적 면제를 잃은 러시아에서 건너온 어떤 7000명의 메노나이트들은 1874년과 1879년 사이에 산길을 선전하였다.  이들은 캐나다의 프레리로 유럽과 미국에서 온 합동 종교인들의 지속적인 흐름을 끌어들였다.  매니토바에서 그들의 성공적인 폐색 정착지들은 러시아의 스텝들에서 온 농부들이 프레리의 농장 경영으로 특히 잘 채택되었고, 민족적으로와 종파적으로 동질의 식민지들이 서부를 개방하기 위하여 존속할 수 있는 전략을 증명한 것을 논증하였다.
브리티시컬럼비아주에서 독일인의 현존은 독일인들이 캘리포니아로부터 첫 광부들과, 그리고 프레이저강 유역으로 그 후의 광부들의 경향들과 올 때1860년대에 카리부 골드러시로 날짜가 돌아간다.  앨버타주에서 독일 이민들은 1882년 자작 농장을 시작하였다.  1892년으로 봐서 서스캐처원주와 앨버타 주로 지속적인 독일계 미국인들의 유입은 공동 독일인의 정착지들에서 유럽의 독일어 사용 지방들에서 온 전 이민들로부터 식민주의자들을 섞이게 하였다.  가장 큰 수는 서스캐처원의 로마 가톨릭 세인트피터스와 세인트조지프스 식민지들로 각각 1902년과 1904년에 창립되었다.  미네소타주와 일리노이주에서 온 베네딕토회의 수도승들에 의하여 일으켜진 그들의 목표는 자신들의 믿음이 더욱 넓은 개신교 환경으로부터 보호될 수 있던 가까운 독일어 사용 정착지들로 가톨릭을 믿는 독일계 미국인의 새 이민들을 통과시키는 것이었다.

### 세계 대전 사이의 독일인 이민

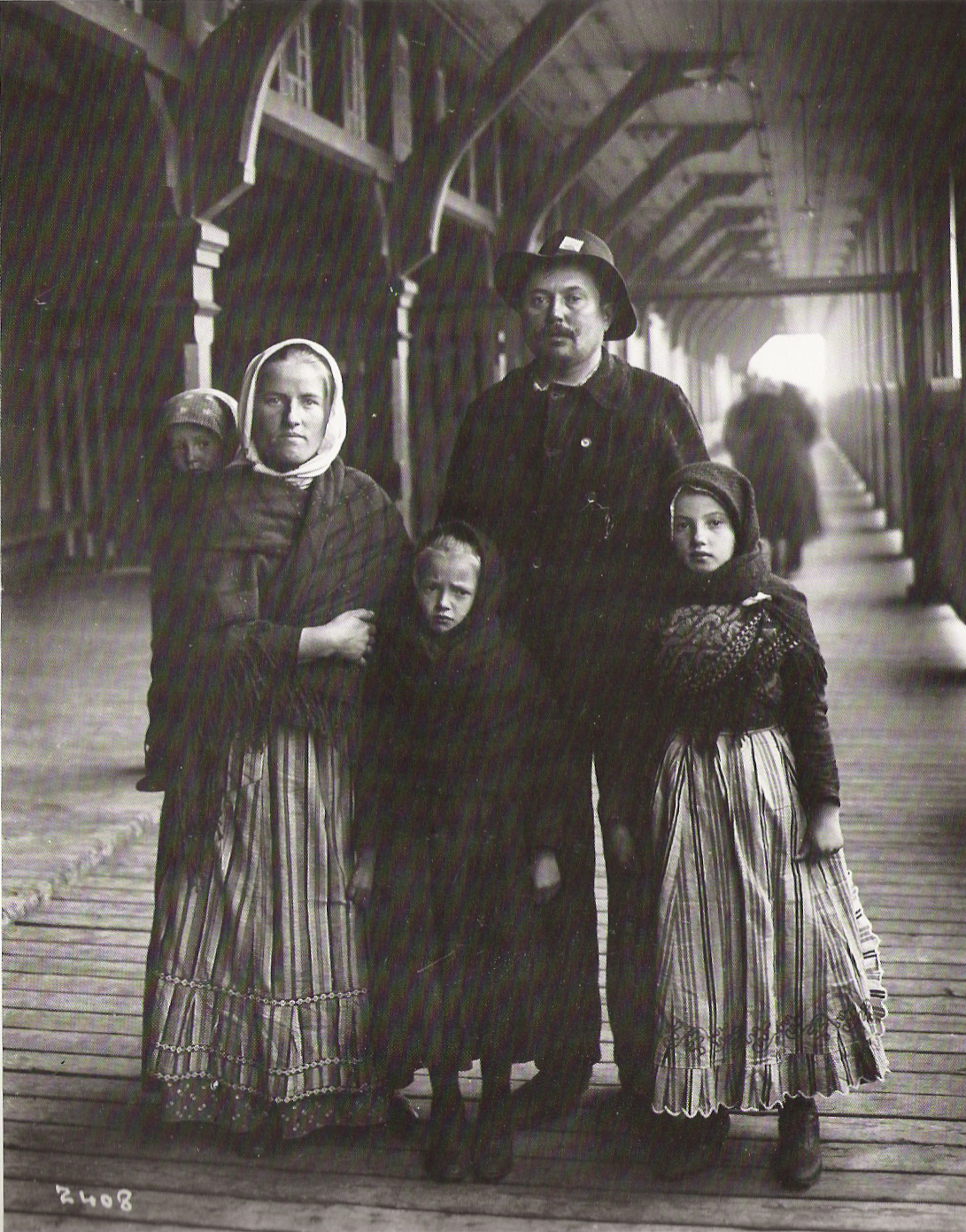
퀘벡 시에 이민을 온 독일인 가족 (1911년)

1918년 제1차 세계 대전의 말기에 국가에서 반독일 감정이 유행하였어도 캐나다는 평화주의자와 독일 공포자들로 향하여 미국의 편협을 달아나는 1000명의 후터파와 500 ~ 600명의 메노나이트들을 허용하였다.  1870년대에 우크라이나로부터 사우스다코타주로 들어온 독일어 사용 이민자들의 후손들이었던 미국의 18개의 후터파 식민지들 중의 하나를 제외하고 모두는 군사 복무로부터 그들을 면제를 찬성한 1899년의 협의의 담당의 기초에 캐나다로 들어갔다.  하지만 1919년 5월 캐나다는 후터파와 메노나이트들을 1921년까지 금지시키고, 1923년까지 전의 적국들의 국적들을 금지시켰다.
1924년 캐나다는 독일인들을 좋아하지 않는 이민들로서 재허용하였다.  이 분류는 그들을 농업과 국재적 일로 제한시켰다.  1927년 1월 하지만 독일 국적들은 좋아하는 계급으로 승진되었다.  1924년부터 1930년까지 캐나다의 10만명의 독일 이민자들 중에 52 퍼센트는 동유럽에서, 그리고 18 퍼센트는 미국에서 왔다.  메노나이트, 침례교, 루터교와 가톨릭
이민국들과 제휴에서 캐나다 철도(캐나다 퍼시픽 철도와 캐나다 국립 철도)의 대리인들은 유럽에서 보충과, 캐나다에서 정착을 조화시켰다.  소비에트 러시아에서 온 어떤 21,000명의 메노나이트들은 이민수의 할당의 적용을 받은 입법에 의하여 미국으로부터 쫓겨나 1920년대에 캐나다의 가장 큰 독일 이민자들의 단체를 형성하였다.
1930년대에 캐나다는 제3제국으로부터 대부분의 유대인 난민의 신청들자들에게 피신처를 부인하였다.  972명의 많은이들은 후에 캐나다의 문화적 생활에 뛰어난 공헌들을 만들었다.  단 하나의 다른 독일 난민 단체는 1939 ~ 40년에, 또한 영국의 압박들의 결과로서 허용되었다.  이 1043명의 수데텐 독일의 사회민주당원들은 브리티시컬럼비아 주의 터퍼크리크 황야와 버려진 서스캐처원 주 북동부에 있는 철도의 대지에 정착하였다.

### 전쟁 이후의 정책:난민과 이민들
유럽에서 강제 퇴거된 사람들을 재정착 시키는 그 전쟁 이후의 정책의 일부로서 캐나다는 1947년부터 1950년까지 동유럽의 독일인들의 어떤 15000명을 허용하였다.  이들의 대부분은 유엔의 보호로부터 제외된 민족 독일인 난민들의 허용을 위하여 루터교, 가톨릭, 메노나이트와 침례교도들에 의하여 창조된 정부가 위임하는 기관 난민들의 재정착을 위하여 캐나다 기독교 회의의 도움과 함께 도착하였다.
1950년 독일 국적들의 재허용은 1960년대로 봐서 1백만명의 새로 들어오는 독일인들의 4 분의 1로 홍수적인 문들을 개방하였으며, 대략 3분의 1은 볼가 독일인, 볼히니아 독일인, 도나우강의 슈바벤인, 발트 독일인, 트란실바니아 작센인과 수데텐 독일인 난민들이었다.  1945년부터 1994년까지 40만명의 독일어 이민자들 중에 5 퍼센트는 오스트리아인, 그리고 5 퍼센트는 스위스인 계통이었다.  1960년대에 해마다의 독일인의 도착은 4400명과 8200명 사이로 변동하였고, 1970년대와 1980년대에는 1500명과 3400명 사이로 떨어졌다.  이 새로온 이민자들의 3 분의 1에서 절반의 1은 유럽으로 돌아가거나 미국으로 이주하였다.

## 경제적 생활
1945년 전에 대부분의 독일인들은 버려지고 값이 싼 대지에 농장일의 번영과 뚜렷한 종교적인 생활 방식들에 의하여 캐나다로 끌어들여졌다.  그들은 또한 핼리팩스, 몬트리올, 토론토, 해밀턴, 벌린(키치너), 위니펙, 캘거리, 에드먼턴, 빅토리아와 밴쿠버에서 캐나다의 도시 생활의 시작에서 중개업자, 프로인, 예술인과 교역인으로서 현저한 역할을 맡기도 하였다.  캐나다의 독일인 비지니스, 프로적 직업, 학문과 예술적 엘리트들의 높은 균형은 미국에서 왔다.  해밀턴, 위니펙, 에드먼턴과 캘거리에서 독일인들은 초기 산업의 노동력의 일부였다.
1950년대와 1960년대에 대부분의 독일인 이민들은 제2차 산업에서 직업을 추구하였다.  총 이민자들의 18 퍼센트 만에 불구하고, 그들은 1953 ~ 63년부터 캐나다의 숙련인들이 도착하는 데 19 퍼센트를 구성하였다.  독일인들은 빠르게 그 영국계와 프랑스계 캐나다인들과 일치하거나 그들을 앞서는 소득의 수준들을 달성하였다.  큰 독일 이민의 시장으로부터 이득을 얻은 이민자들은 가끔 자가 경영을 위한 기회들을 이용하였다.  1950년과 1966년 사이에 그들은 이민자들에 의하여 시작된 새로운 비지니스 전부의 19 퍼센트로 솟았다.  헬무트와 휴고 에피치의 밴쿠버 비지니스 성공과 마크햄에 기지를 둔 프랭크 스트로나치가 증명하면서 어떤이들은 거대한 기업들로 퍼졌다.  기계공으로서 캐나다로 이민을 간 에피치 형제와 스트로나치의 작은 자동차 부품과 연장 상점들(1950년대에 설립)은 1990년대로 봐서 다국적 주식회사들 EBCO와 마그나 인터내셔널로 개발되었다.
어떤 주들에서 독일인의 출석은 다른 주들에서보다 더욱 잘보이는 영향력을 가져왔다.  예를 들어 2012년을 기준으로 독일계 캐나다인들은 매니토바 주에서 대략 22 퍼센트를 차지하여 캐나다에서 3번째로 가장 큰 퍼센티지이다.  온타리오 주와 앨버타 주는 각각 1위와 2위로 들어와있다.  거기에는 독일인으로서 자신들의 민족성 혈통을 선언하는 216,755명의 국민들이 있었다.  그 많은 이들은 러시아 혹은 전 소련에서 왔으며, 목세공인부터 전기공까지 모든 직업으로서 일하였다.  가성 칼륨 산업과 유전의 붐이 일어남과 함께 독일인들은 노동력 부족의 표면에서 추구된 실력있는 이민자들의 고용인들 중에 간주되었다.

## 공동체 생활

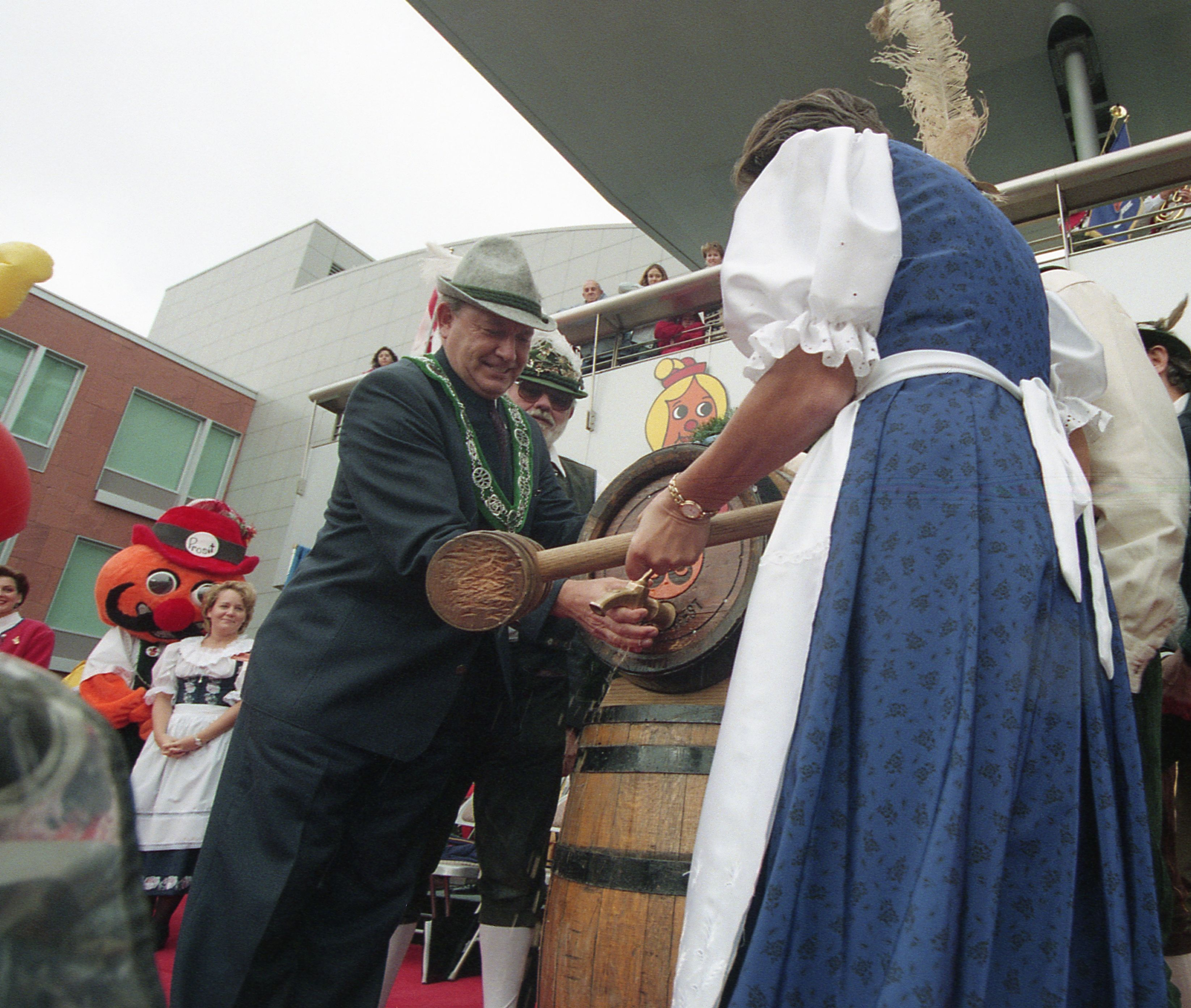
키치너-워털루에서 열리는 옥토버페스트

1650년부터 1950년까지 캐나다의 390,000명의 독일어 사용 이민자들의 거의 3 분의 2는 독일의 외부에서 왔다.  하지만, 1950년부터 1994년까지 이민온 캐나다의 380,000명의 독일어 사용 주민들의 다수는 독일 출신들이었다.
혈통들의 다양성은 비범한 공동체로서 독일어 사용 이민자들을 상호 작용으로부터 지켜지지 않았다.  노바스코샤주 루넨버그에서 온타리오주 워털루 카운티로, 서부 캐나다로 독일인 공동체들은 독일인의 날, 옥토버페스트와 카니벌 같은 기호적인 이벤트들을 축제벌이는 것은 물론, 독일인 정착의 두드러진 양식, 교회에서 회원 자격과 지원적 민족 협회를 형성한 섞여있는 배경들을 구성하였다.
시골의 동유럽에서 온 독일인들이 자신들의 교회들 주위에 공동체 생활을 결성하는 경향이 있는 동안에 도시화된 독일에서 온 이민자들은 세속의 사회적 클럽들을 설립하였다.  독일계 캐나다인 민족 기구들은 핼리팩스 고등 독일인 사회(1786 ~ 91)와 함께 시작되어 1994년으로 봐서 600개 이상을 넘었다.  가장 오랫동안 생존한 독일계 미국인 세속의 협회는 1835년 몬트리올의 독일인 사회이다.  처음으로 국내적으로서 인정된 산하 기구는 독일계 캐나다인의 트랜스캐나다 연합이었다.  1952년에 창립되어 1972년 94개의 기구들(20,000개의 활동과 40,000명의 사회 일원들과 함께)로 세어졌다.  그 상속 기구는 1994년 몇몇의 지방적 산하 기구들은 물론, 130개의 교회, 100개의 독일어 학교, 20개의 노령자 주택, 예술 기구, 박물관, 극장과 소비자 신용 조합을 포함한 어떤 550개의 제휴 기구들과 함께 1984년에 창립된 독일계 캐나다인 의회이다.
독일계 캐나다인 의회는 독일어 사용 배격의 앵글로폰과 프랑코폰의 캐나다인들은 물론, 메노나이트와 후터파, 오스트리아인과 스위스인들을 포함한 전체의 독일계 캐나다인 공동체를 위하여 주창 역할을 나타냈다.
2010년 독일계 캐나다인 의회 회장 토니 버그마이어는 인권을 위한 캐나다 박물관에서 홀로코스트 전시로 주어지는 데 자신이 두드러짐을 반대하면서 분쟁을 야기하였다.  우크라이나계 캐나다인 의회 같은 다른 민족 단체의 대표들은 비슷한 의견을 꺼냈다.  독일계 캐나다인 의회의 기자 회견은 "박물관은 인간의 고통이 모든 사람들에게 동등하다고 인정해야 한다.  사람들의 하나의 단체에 의하여 겪어지지 않은 고통은 다른이들이 겪는 것보다 더욱 중요할 수 있다."고 주장하였다.  당시 캐나다 유대인 의회의 회장 버니 파버는 독일계 캐나다인 의회의 반대들에 의하여 자신이 놀라고 슬퍼졌다는 것을 진술하였다.  12월 28일 〈내셔널 포스트〉를 위하여 저술하는 웬데 램퍼트는 "여러 다른 대량 학살처럼 홀로코스트를 암시하고, 특별한 인정의 잔심부름을 하는 것은 20세기 사회에 그 영향력의 현실을 무시할 것이다"라고 지적하였다.

## 종교와 문화적 생활
이민자들의 시골 고향땅에서 공동체 생활의 전념인 교회는 제2차 세계 대전까지 캐나다에서 독일인의 공동체 형성과 유지에 가장 강한 영향을 남겼다.  교회의 목사들은 사회적 결합을 위한 초점과 독일어와 문화적 유산의 보호자로서 활동하였다.  루터교는 가장 인기있는 독일계 캐나다인의 교파로 지내왔고, 로마 가톨릭과 메노나이트가 그 다음이다.
독일계 캐나다인의 모자이크의 문화적 다양성은 그 풍부한 유산에 반사되었다.  루넨버그에서 18세기 독일 문화의 유적들은 아직도 알아볼 수 있다.  중세의 독일 전통인 캐나다의 첫 조명장식한 크리스마스 트리는 북아메리카에서 독일군의 사령관 폰 리데젤 장군에 의하여 1781년에 조립되었다.  그의 군사를 따라서 온 물리학자, 화가와 음악가들은 하루의 퀘벡 사회에 자신들의 존경할 만한 미술들에서 프로적 표준들을 소개하였다.
독일인들의 음악 사랑은 많은 캐나다의 도시들에서 자신들이 시작한 합창단, 음악가, 지휘자와 오케스트라들에 반사되었다.  19세기 초반 이래 윌리엄 버치, 피터 린디스바커와 오토 R. 제이커비 같은 독일계 캐나다인 화가들은 캐나다 문화를 풍부하게 하였다.  오늘날 국제적으로 인정된 독일계 캐나다인들 중에는 건축가 에버하드 자이들러, 과학자 거하드 허즈버그와 존 폴라니와 우주 공학자 클라우스 와그너 바택이다.
독일어 발행물은 핼리팩스 노이쇼틀렌디셔 칼렌더(1788 ~ 1801)로 거슬러 올라간다.  1867년에 18개의 독일어 신문들이 온타리오 주의 남서부에 나타났다.  가장 오래된 발행 신문은 메노니티슈 란츠하우이다.  위니펙에 기지를 둔 노르트베스텐(1889 ~ 1969)과 리자이나 쿠리어(1907 ~ 69)는 국가의 발행 부수와 함께 주요 비종파적 신문들이 되었다.  1970년 그 신문들은 카나다 쿠리어가 되는 데 합병되었다.
1900년 이래 독일의 문화를 유지하는 데 영구적인 노력은 독일인 토요일 학교로 지내왔다.  교회, 클럽과 부모들에 의하여 시작되고 창립된  학교들은 교사 지원자들에 의하여 수업이 없는 토요일 아침에 2에 반붜 3 시간 동안 운영되었다.  1970년대 초반에 TCA는 10,240명의 학생들과 함께 106개의 토요일 학교들의 국내적 연락망을 통합하였다.  등록이 거절된 이래 독일어는 비독일어 사용 배경의 학생들에게 증가적으로 지시되었다.

## 문화적 보존
제1차 세계 대전이 일어나기 전에 독일계 캐나다인들은 캐나다인의 생활과 함께 자신들의 의상과 전통의 일치성을 의문하지 않았고, 영국계 캐나다인 공무원들은 다수의 기회들에 그들의 소유와 함께 독일의 특성과 가치들의 친근감을 확신시켰다.  제1차 세계 대전은 그 전부를 변화시켰다.  하루의 밤에 독일인들은 캐나다의 가장 비방된 적의 외국인들이 되었다.  아무런 문책이 증명되지 않았어도 반역과 선동과 함께 고발된 많은 이들은 경제적으로 망쳐지고, 사회적으로 배척되었다.  다루기 힘든 폭도들이 전국에 걸쳐 도시들에서 그들과 그들의 재산들을 공격하는 데 허용되었다.  1917년 9월의 전쟁 시기의 선거 법령은 1902년 3월 이후 귀화된 전부의 독일계 캐나다인들을 박탈하였다.  클럽과 협회들이 해산되고, 독일어 학교들은 폐문하고, 독일어 신문들은 발매 금지 되었으며 온타리오 주 벌린 같은 타운의 이름들은 다시 이름이 지어졌다.  2000명 이상의 독일 이민자들이 구금되었다.  제1차 세계 대전으로부터 충격은 많은 독일계 캐나다인들이 자신들의 신분을 네덜란드인, 스칸디나비아인 혹은 러시아인으로서 위장하는 원인을 가져왔다.  전쟁이 끝난지 오래 후에 전재 시기의 성격들의 귀착이 지속되었다.  제2차 세계 대전이 일어나는 동안에 고발되거나 불성실하게 간주된 873명의 독일계 캐나다인 농부, 근로자와 클럽 회원들을 체포하거나 구금시켰다.  다시 문화적 활동들은 거의 완료적으로 중지되었다.
1945년 이후, 민족적 신임의 회복이 나치 지배에 의하여 일으켜진 포악들의 전쟁 이후 폭로들 없이 충분하게 심스러워 보였다.  1964년 매클린스는 독일계 캐나다인들을 "거의 고생스럽게 비단정적"으로 성격을 묘사하였다.  전쟁 이후의 조사들은 독일인 이민자들의 3 분의 1 이상이 "캐나다주의"의 호의에 그들의 신분을 버리는 데 열망하고 있다는 것을 찾아냈다.  인구 조사국은 스칸디나비아어, 네덜란드어, 플라망어와 게일어 사용 이민자들 만에 의하여 대체된 비율에서 독일계 캐나다인들이 자신들의 모국어를 버려왔다고 확신시켰다.
그럼에 불구하고, 독일어는 아직도 캐나다에서 쓰이고 있다.  2011년을 기준으로 국내 가족 조사에 의하면 430,000명의 국민들이 독일어가 자신들의 모국어인 것이 보고되었다.  독일어는 캐나다에서 집안에 쓰이는 10개의 가장 많이 쓰이는 언어들 중의 하나이다.

## 캐나다와 독일 사이의 좌우 양측 관계
캐나다와 독일은 몇몇의 지역들 - 국제적 협동, 무역과 투자, 문화적 생활과 더 높은 교육에서 보이는 가깝고 친근적인 관계를 유지하고 있다.  양국은 인권, 민주주의와 국제적 안정 같은 공동에서 자신들이 보유하는 가치들을 방어하는 데 함께 일하고 있다.  캐나다의 주들과 독일의 주들 사이에 연방주의가 협동적 동의서들을 이끌어오면서 양국은 경험을 가졌다는 사실이다.
비지니스 분야에서 독일은 캐나다의 8번째로 가장 큰 수출 상대국(2013년 캐나다의 독일로 수출은 거의 3.5조 달러 가까이됨)이고 그 10번째로 가장 큰 직접의 외국 투자이다.
1975년 캐나다와 독일 사이에 문화적 동의서가 조인되었다.  독일 대학의 다수가 캐나다의 전공 프로그램들을 제공하고, 대학간의 동의서들은 독일과 캐나다의 대학들 사이에 200개 이상의 교환 프로그램들의 창조를 촉진하였다.

## 같이 보기
- 독일계 미국인